# Álvaro Calvo
Álvaro Calvo Masa (Palencia, 27 de marzo de 1983) es un baloncestista español.

## Carrera profesional
Desde el 2000 que es el inicio de su carrera profesional Álvaro ha sido un trotamundo, jugando profesionalmente al baloncesto en España, Suiza, República Dominicana, Venezuela, Brasil, Kosovo, Argentina y Chile. Formado en la cantera del antiguo CB Valladolid, Calvo comenzó su carrera en la Liga EBA con Caja Rioja y pasó por todas las categorías del baloncesto español hasta alcanzar la Liga ACB en diciembre de 2003 con Tenerife Club de Baloncesto. Jugó 10 minutos en su debut y sumó 5 puntos y 3 rebotes, compartiendo equipo con Leandro Palladino y enfrentándose ese día a Walter Herrmann, Darren Phillip y Larry Lewis entre otro. Su primer país fuera de las fronteras españolas fue Suiza, donde se convirtió en el líder del Lausanne Morges Basket en el año 2007. Antes de cruzar el océano Atlántico, Álvaro volvió a España para jugar de nuevo con Tenerife Club de Baloncesto en LEB Oro.

### Clubes
- Actualizado hasta el 30 de abril de 2018.

| Club                           | País                 | Año             |
| ------------------------------ | -------------------- | --------------- |
| Grupo Capitol Valladolid       | España               | 2000 - 2001     |
| Caja Rioja Baloncesto          | España               | 2001 – 2002     |
| Tenerife Club de Baloncesto    | España               | 2002 - 2003     |
| C.P. Doncel La Serena          | España               | 2003 - 2004     |
| Tenerife Club de Baloncesto    | España               | 2003 - 2004     |
| Caja Rural Melilla             | España               | 2004 - 2005     |
| Grupo Capitol Valladolid       | España               | 2006 - 2007     |
| Lausanne Morges Basket         | Suiza                | 2007 - 2008     |
| Ciudad de Las Lagunas Canarias | España               | 2008 - 2009     |
| La Romana Chola                | República Dominicana | 2009 - 2010     |
| Santiago Plaza Valerio         | República Dominicana | 2009 - 2010     |
| Acereros de Guayana            | Venezuela            | 2010            |
| Rojos de Sucre                 | Venezuela            | 2010            |
| Toros de Aragua                | Venezuela            | 2010 - 2011     |
| São José                       | Brasil               | 2011 - 2013     |
| KB Trepça                      | Kosovo               | 2013            |
| Río Claro Basket               | Brasil               | 2013 - 2015     |
| Universo Vitória               | Brasil               | 2015 - 2016     |
| Ferro                          | Argentina            | 2016 - 2017     |
| Club Deportivo Valdivia        | Chile                | 2017 - Presente |